# Jatropha stephani
Jatropha stephani là một loài thực vật có hoa trong họ Đại kích. Loài này được J.Jiménez Ram. & M.Martínez Gordillo mô tả khoa học đầu tiên năm 1991.